# Roberto Certomà
Roberto Certomà (Tarquinia, 17 marzo 1963) è un doppiatore italiano.
Tra i più famosi a cui ha dato la voce, Jackie Chan, Edward Burns, Chris Evans ne I Fantastici 4 e I Fantastici 4 e Silver Surfer.

## Doppiaggio

### Film
- Jackie Chan in Winners and Sinners, Police Story, Project A II - Operazione pirati 2, Police Story 2, The Canton Godfather, City Hunter, Crime Story
- Luke Wilson in Charlie's Angels, Charlie's Angels - Più che mai, The Ridiculous 6, Raccontami di un giorno perfetto
- Craig Hall in King Kong, 30 giorni di buio, The Water Horse - La leggenda degli abissi
- Dash Mihok in Nailed, Il cane pompiere, Punisher - Zona di guerra
- Martin Freeman in Hot Fuzz, Captain America: Civil War, Black Panther, Black Panther: Wakanda Forever
- Tom McCarthy in Ti presento i miei, Last Shot, Vi presento i nostri
- Scott Shepherd in Effetti collaterali, L'incredibile vita di Norman, El Camino - Il film di Breaking Bad
- Clark Gregg in Hoot, I pinguini di Mr. Popper
- Corey Stoll in Slevin - Patto criminale, First Man - Il primo uomo
- Edward Burns in Il risveglio del tuono, 40 carati
- Julian McMahon in Faces in the Crowd - Frammenti di un omicidio, Il potere dei soldi
- Kevin McKidd in The Acid House, L'ultima legione
- William Mapother in World Trade Center, Another Earth
- Maximiliano Hernández in Captain America: The Winter Soldier, Avengers: Endgame
- Chris Evans in I Fantastici 4, I Fantastici 4 e Silver Surfer
- Barry Pepper in Maze Runner - La fuga, Maze Runner - La rivelazione
- Josh Hamilton in American Life, Dark Skies - Oscure presenze
- Jonathan Aris in Race - Il colore della vittoria, Straordinaria Mrs. Pritchard
- Steve Huison in Full Monty
- John Savage in La sottile linea rossa
- Adam Goldberg in Salvate il soldato Ryan
- Jeremy Northam in Invasion
- Jon Favreau in Una famiglia all'improvviso
- Ralph Ineson in Star Wars: Gli ultimi Jedi
- Victor Garber in Insonnia d'amore
- Jason Bateman in Ti odio, ti lascio, ti...
- Billy Crudup in The Good Shepherd - L'ombra del potere
- Josh Charles in After.Life
- Tahmoh Penikett in L'uomo d'acciaio
- Timothy Olyphant in Fuori in 60 secondi
- Kevin Dillon in Hotel Bau
- Hugh Dancy in Savage Grace
- Max Perlich in The Darwin Awards
- Gil Bellows in The Weather Man - L'uomo delle previsioni
- Stephen Dunham in Quel mostro di suocera
- Josh Stamberg in Il caso Thomas Crawford
- Terry Serpico in The Interpreter
- Aaron Abrams in The State Within
- W. Earl Brown in Tutti pazzi per Mary
- Laurence Fox in Becoming Jane
- Damian O'Hare in La maledizione della prima luna
- Taye Diggs in Cake - Ti amo, ti mollo... ti sposo
- Corey Reynolds in The Terminal
- Gregg Edelman in Spider-Man 2
- Raymond Cruz in Alien - La clonazione
- David Morrissey in Blitz
- Benjamin Mouton in Basic Instinct (ed. 2008)
- David Marshall Grant in Air America (ridoppiaggio)
- Hironobu Nomura in Flower and Snake
- Péter Scherer in Kontroll
- Josh Pais in In linea con l'assassino
- James Caviezel in Cavalcando col diavolo
- David Copperfield in L'incredibile Burt Wonderstone
- John C. McGinley in Viaggio senza ritorno
- Tom Brady in Ted 2
- Darren Goldstein in Limitless
- Rob Moran in Io, me & Irene
- Larry Pine in Prima e dopo
- Pierre Kiwitt in Un profilo per due
- Dean Ambrose in 12 Rounds 3: Lockdown
- Tony Hale in Hocus Pocus 2
- James Van Der Beek in Mrs. Miracle - Una tata magica
- Jimmy Shubert in Go - Una notte da dimenticare
- Torsten Michaelis in Frantz

### Film d'animazione
- Chubers in Pinguini alla riscossa
- Strauch in Up
- Il messaggero in Sword of the Stranger
- Mike in Winx Club 3D - Magica avventura
- Freddie in Bee Movie
- Wulfric Von Rydingsvard in Scooby-Doo! ed il mistero del circo
- Juro Urano ne In questo angolo di mondo
- Ned in Zanna Bianca
- Tuono ne La Pallastrike sull'Isola di Pasqua
- Nerino ne Gli Straspeed a Crazy World

### Serie televisive
- Gedeon Burkhard in Il commissario Rex, Squadra Speciale Cobra 11
- Jon Huertas in Castle, This Is Us
- Corey Stoll in Law & Order: LA, The Strain
- Adam Goldberg in Entourage, NYC 22
- Wentworth Miller in The Flash, Legends of Tomorrow
- Guillaume Cramoisan in Spiral, Profiling
- Jason David Frank in Power Rangers Dino Thunder
- Robert Sean Leonard in Dr. House - Medical Division
- Julian McMahon in Streghe
- Adewale Akinnuoye-Agbaje in  Lost
- Tim Bagley in La vita secondo Jim
- Robert Bockstael in Wind at My Back
- Nicholas Bishop in NCIS: Los Angeles
- Tate Donovan in Friends
- Tolga Güleç in Innocence
- Colin Salmon in Limitless
- Jamie Sives in Il Trono di Spade
- Aidan Devine in Designated Survivor
- Skeet Ulrich in Riverdale
- Will Yun Lee in The Good Doctor
- Kenneth Wayne Bradley in Fear the Walking Dead
- Scott Adsit in The Walking Dead: World Beyond
- Paul Schulze in 24 (1^ voce)[1]
- Frank John Hughes in 24
- Fatih Dönmez in Happiness
- Josh Feinman in Bosch
- Kim Yun-tae in Squid Game
- Josh Hamilton in The Walking Dead
- Paul Rudd in Only Murders in the Building (2x10)
- Thom Allison in Coroner
- Brian Stepanek in Young Sheldon
- Martin Freeman in Secret Invasion
- Eric Johnson in Pretty Little Liars: Original Sin
- Anthony Mark Barrow in Criminal Minds
- David Rees Snell in S.W.A.T.
- Mauricio Benítez in L'eternauta
- Joel de la Fuente in The Walking Dead: Daryl Dixon

### Soap opera e telenovelas
- Jens Peter Nünemann in La strada per la felicità
- Diego Gentile in Niní
- Rodrigo Pedreira in Violetta
- Fernán Mirás in Para vestir santos - A proposito di single

### Cartoni animati
- Palemone in Hercules
- Frank "Grimmione" Grimes, Waylon Smithers (ep. 8x09), Akira (ep. 8x22), Secco Jones (ep. 13x18, 13x22) ne I Simpson
- Moosha in Ace Ventura
- Jimmy in Ed, Edd & Eddy
- Billy in Brutti e cattivi, Le tenebrose avventure di Billy e Mandy
- Smontabile in Bonkers - Gatto combinaguai
- Mitch e Arturo in Le Superchicche
- Mike in Winx Club
- Fenton Paperconchiglia / Robopap (seconda voce) in Darkwing Duck
- Bruce Average in Matt & Manson
- Il padre di Buddy in BuBuChaCha
- Pickles in Benjamin
- Lex Hiyama in Little Battlers eXperience
- Barbarossa in Kim
- Il capotreno ne Il treno dei dinosauri
- Henry in Quella scimmia del mio amico
- Drillo in In giro per la giungla
- Braccobaldo Bau in Jellystone
- Mr. Chang in Black Lagoon
- Agente Smitty (st. 1-4), Igner (st. 2+), Lou, Human friend (ep. 1x03), Chet, Gary, Testa di Rich Little (ep. 2x08), Beck, Navetta Planet Express (voce maschile) e altri personaggi in  Futurama
- Dieter Leiderhosen in Pepper Ann
- Heinrich in Nome in codice: Kommando Nuovi Diavoli
- Jeremiah Gottwald in Code Geass: Lelouch of the Rebellion
- Asura e Masamune in Soul Eater
- Victor Veloci in Dino Squad
- Norb in Eureka Seven
- Sesshomaru in Inuyasha
- Renji Yomo in Tokyo Ghoul
- Slader in The Seven Deadly Sins - Nanatsu no taizai
- Golden Star in Rat-Man
- Soar the Eagle in Sonic Boom
- Gildarts Clive in Fairy Tail (1^ voce)
- Patchett ne L'isola del tesoro
- Fenn Rau in Star Wars Rebels
- Gabriele "Lele" Martini in Un medico in famiglia
- Il demone della danza in Teen Titans Go!
- Un tipo alla Ryan Seacrest in BoJack Horseman
- Daniel Barenboim in Max & Maestro
- Mago Oacus in Deltora Quest
- Bernard Blocksberg in Bibi piccola strega

### Programmi televisivi
- Tim Shaw in I maghi del garage
- Joe Teti in Dual Survival

### Videogiochi
- Stecco in A Bug's Life (1998),[2] Bottega dei giochi - A Bug's Life (1999)[3]
- Professore in Gli Incredibili - Quando il pericolo chiama (2004)[4]
- Harlan Wade in F.E.A.R. 2: Project Origin (2009)[5]
- George Baton, Viktor Frank e il Geologo in Death Stranding (2019)[6]
- Thor in Marvel's Avengers (2020)[7]
- Lord Jinroku, Taichi e Daikoku in Ghost of Tsushima (2020)[8]
- Jacob e Avi in Cyberpunk 2077: Phantom Liberty (2023)[9]
- Mann in Stellar Blade (2024)[10]
- Victor Frank in Death Stranding 2: On The Beach (2025)[11]